# Hardtberg
Hardtberg è uno dei distretti urbani (Stadtbezirk) della città tedesca di Bonn.

## Suddivisione amministrativa
Il distretto di Hardtberg è diviso in 4 quartieri (Ortsteil):
- Brüser Berg
- Duisdorf
- Hardthöhe
- Lengsdorf

## Gemellaggi
- Villemomble, Francia